# Sigmund Freud
Sigmund Freud (spolszczenie: Zygmunt Freud; ur. 6 maja 1856 w Příborze jako Sigismund Schlomo Freud, zm. 23 września 1939 w Londynie) – austriacki lekarz żydowskiego etnicznego pochodzenia, neurolog, twórca psychoanalizy. Mimo że Freud nie był filozofem w ścisłym tego słowa znaczeniu, jego koncepcje funkcjonowania umysłu ludzkiego, odrzucające racjonalność ludzkich wyborów i zachowań na rzecz czynników irracjonalnych i emocjonalnych, wywarły ogromny wpływ na filozofów, uczonych i artystów przełomu XIX i XX wieku. Ma też ogromny, wciąż żywy, wpływ na nauki o kulturze, religioznawstwo i inne nauki społeczne.

## Życiorys

### Pochodzenie i młodość

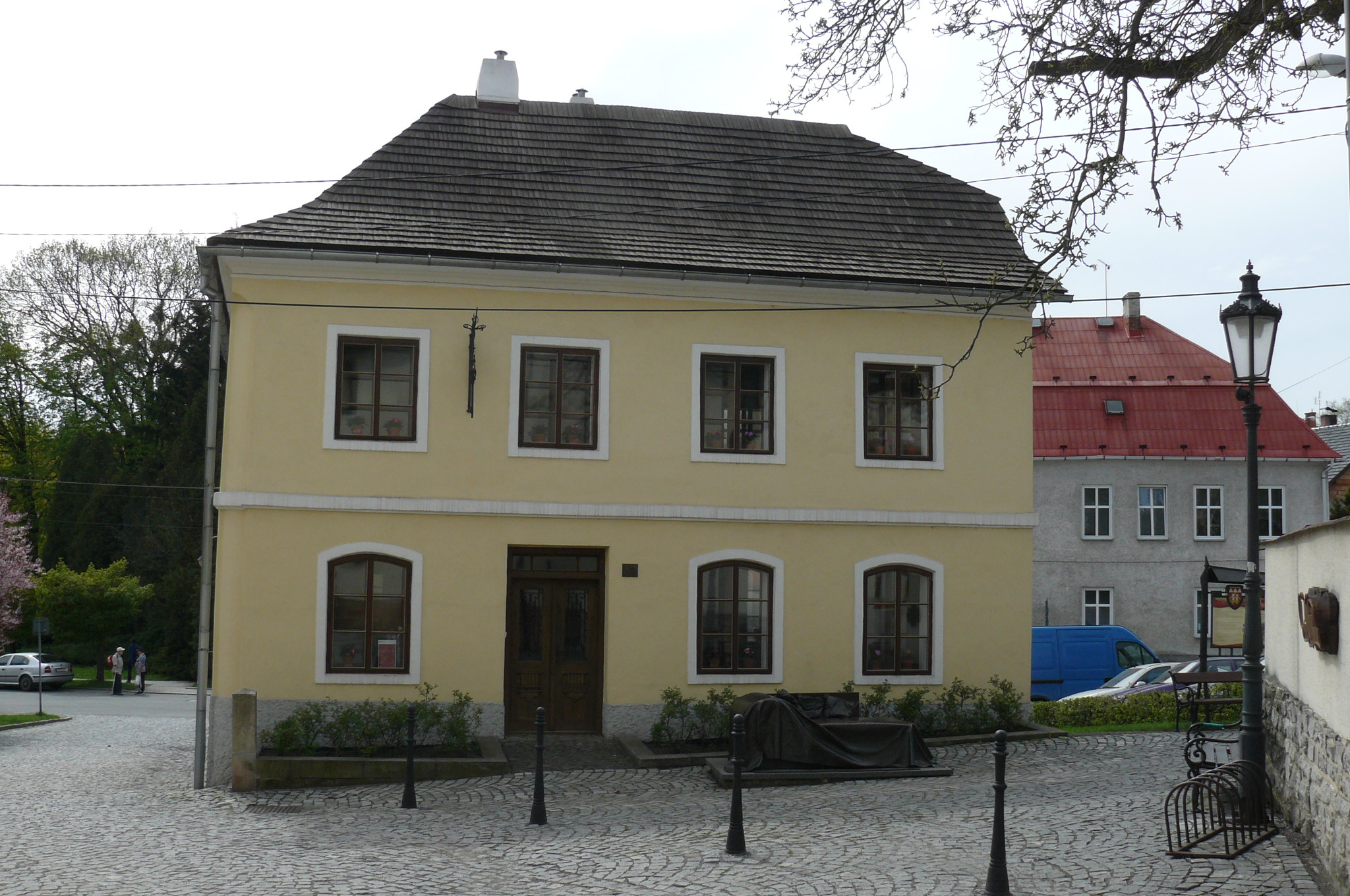
Dom rodzinny w Příborze

W szkicu autobiograficznym pt. Moje życie i psychoanaliza Freud pisze, że jego przodkowie żyli przez wiele lat w Kolonii. W wyniku prześladowań Żydów w XIV i XV wieku uciekli na wschód do Polski i na Litwę. Stąd w XIX wieku przenieśli się przez Galicję do Austrii.
Ojciec twórcy psychoanalizy, Jakob (Jacob) Freud (ur. 18 grudnia 1815 w Tyśmienicy, 11 km na wschód od Stanisławowa, zmarł 23 października 1896 r. w Wiedniu), prowadził słabo prosperującą firmę zajmującą się handlem wełną.
Matka Freuda, Amalie Nathanson (ur. w 1835 w Brodach, zm. 1930) wyszła za Jakoba w 29 lipca 1855 roku i była jego trzecią żoną. Jakob w dniu ślubu miał 40 lat, Amalie 20. Ich dziecko, Sigismund Szlomo, przyszło na świat w czepku (co zostało uznane za dobrą wróżbę) 6 maja 1856 roku, 9 miesięcy po ślubie, w wynajmowanym mieszkaniu przy ulicy Schlossergasse 117 we Freibergu (obecnie czeski Příbor). Jakob miał wówczas dwóch dorosłych już synów z poprzedniego małżeństwa: Emanuela (1833–1914) i Philippa (1836–1911).
Rodzice Freuda byli Żydami, ale nie przywiązywali dużej wagi do religii. Ich ślub odbył się według rytuału reformowanego, święta religijne obchodzono jak święta rodzinne; z czasem zaprzestano wszelkich praktyk religijnych.
Freud pisał, że duża różnica wieku między rodzicami może mieć wpływ na geniusz potomków (jak w wypadku jego ulubionego poety Goethego). Przed urodzeniem Freuda wieśniaczka przepowiedziała matce – Amalie, iż urodzi wielkiego człowieka. Amalie zmarła w 1930 roku w wieku 95 lat. Po jej śmierci Freud pisał: „Nie wolno mi było umrzeć, dopóki ona żyła. Teraz już mogę.”

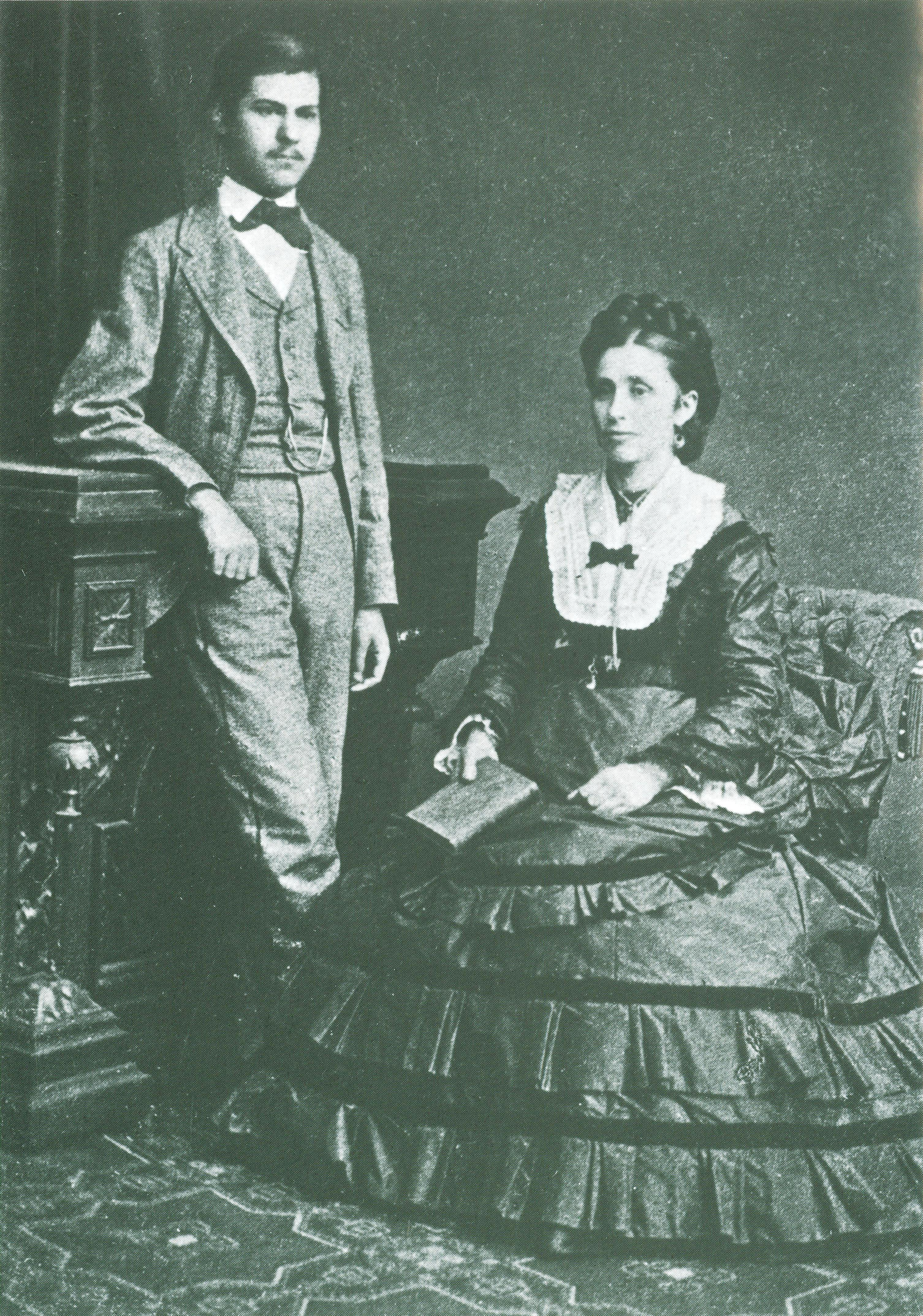
Freud (w wieku 16 lat) i jego matka (1872)

W 1872 roku Freud skrócił swe imię z Sigismund na Sigmund, nigdy jednak nie wyjaśnił przyczyn tej decyzji. Drugim imieniem, które otrzymał po dziadku – Szlomo (pol. Salomon) – nigdy się nie posługiwał.

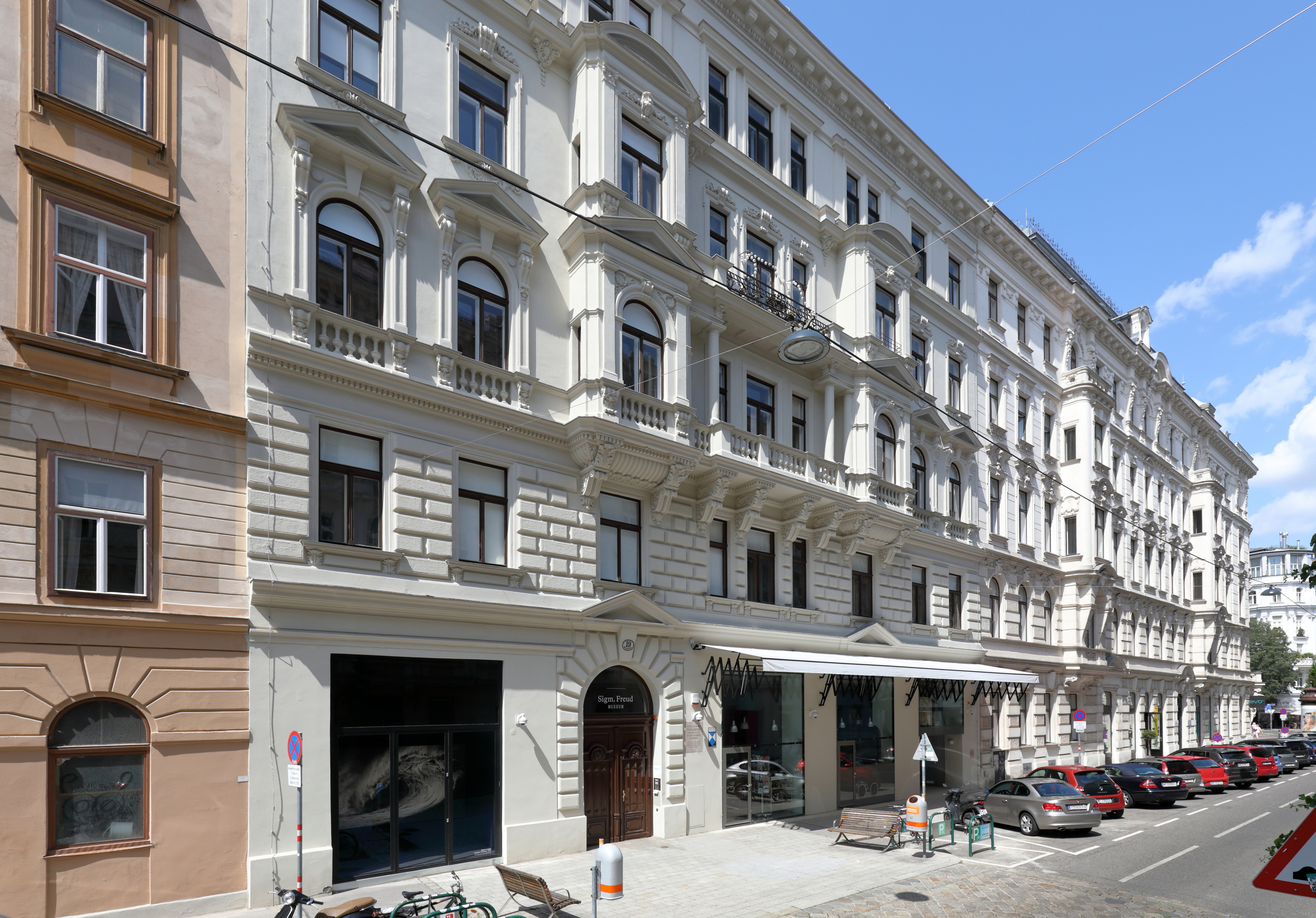
Kamienica w Wiedniu (Berggasse 19), gdzie mieszkał i pracował Freud. Obecnie znajduje się tam Muzeum Freuda.

Gdy Sigmund miał trzy lata, z uwagi na pogorszenie się sytuacji ekonomicznej, rodzina Freudów przeprowadziła się do Lipska, a rok później do Wiednia. Wspominał później, że choć cała rodzina żyła w trudnych warunkach, ojciec żądał, aby przy wyborze zawodu kierował się jedynie własnymi zainteresowaniami. Sam twórca psychoanalizy wspominał później, że w szkole zawsze był prymusem. W wieku 16 lat platoniczną miłością darzył Giselę Fluss – córkę przyjaciół Jakoba i Amalie Freud. Prawdopodobnie była to jedyna przygoda miłosna, aż do czasów poznania Marthy Bernays.

### Początki kariery lekarskiej
Kończąc gimnazjum, Freud chciał, na skutek „potężnego wpływu kolegi szkolnego”, studiować prawo i działać społecznie, jednak zainteresowanie naukami przyrodniczymi (a także wrażenie, jakie zrobiła na twórcy psychoanalizy lektura rozprawy Goethego pt. Natura) wzięło górę. Młodego Sigmunda bardzo pociągała rozwijająca się w tym czasie nauka: jego młodość przypadła na epokę, w której ogromny wpływ na życie umysłowe wywierały dalekie od racjonalistycznych naukowych poglądów Eduarda von Hartmanna, Carla Gustava Carusa, Friedricha Nietzschego badających ciemne tło życia psychicznego, z drugiej zaś zdominowanej przez wiarę w możliwość racjonalistycznego wyjaśnienia wszystkich sfer życia dochodzącą do głosu w filozofii pozytywistycznej, rodzącej się socjologii, ewolucjonizmie Darwina; z jednej strony była to epoka „wirujących stolików”, rodzącej się parapsychologii, zainteresowania irracjonalnym aspektem życia, z drugiej czas, gdy jak nigdy podzielano przekonanie o możliwości naukowego wyjaśnienia każdej jego sfery, racjonalnego uporządkowania stosunków społecznych, rozkwitającego kapitalizmu; zamiłowanie do nauki zdecydowało o późniejszym wyborze drogi kształcenia.
W 1873 roku zaczął studiować na Uniwersytecie Wiedeńskim medycynę. Po ukończeniu podstawowej części studiów Ernst Wilhelm von Brücke zaproponował mu pracę we właśnie powstającym Laboratorium Fizjologii i Neurologii Uniwersytetu Wiedeńskiego. Tam Sigmund pracował nad zagadnieniami histologii układu nerwowego. Asystentami Brückego byli Sigmund Exner i późniejszy przyjaciel Freuda, Ernst Fleischl von Marxow. Praca Freuda w Instytucie trwała z przerwami od 1876 do 1882 roku.
Na studiach spotkał się z odrzuceniem z uwagi na pochodzenie. Freud, chociaż porzucił praktykowanie religii swoich rodziców, zawsze podkreślał, że jest Żydem: „Rodzice moi byli Żydami; ja także pozostałem Żydem.” Studia skończył z opóźnieniem i dopiero w 1881 roku otrzymał nominację na doktora wszech nauk lekarskich. Von Brücke namówił go, aby porzucił mało dochodową karierę naukową i zajął się praktyką lekarską.
Od czerwca 1882 roku pracował w Szpitalu Powszechnym w Wiedniu (Wiener Allgemeine Krankenhaus), najpierw na Oddziale Chirurgicznym u Theodora Billrotha, potem kolejno na Oddziale Chorób Wewnętrznych u Hermanna Nothnagela, w klinice psychiatrycznej Theodora Meynerta, na Oddziale Dermatologicznym, Oddziale Chorób Nerwowych i na Oddziale Oftalmologicznym. Okres ten (1884–1885) określany jest niekiedy mianem „okresu kokainowego” z uwagi na jego zainteresowanie tym mało wówczas znanym alkaloidem. Freud był zachwycony właściwościami znieczulającymi kokainy. Chciał przedstawić środowisku naukowemu publikację na ten temat, jednakże sprawy prywatne (zaręczyny z Martą Bernays) opóźniały pracę. Swe spostrzeżenia przekazał Karlowi Kollerowi, który prowadził eksperymenty ze środkami pozwalającymi na miejscowe znieczulenie oka w trakcie zabiegów. Ten w 1884 roku opublikował wyniki badań, które okazały się przełomem w chirurgii oka. Odkrycie znieczulających właściwości kokainy przedstawił jako wynik własnych eksperymentów. Nie wprost odwołuje się do niego w późniejszych publikacjach Publikacja artykułu Freuda pt. Über Coca nastąpiła w tym samym 1884 roku. Zainteresowanie kokainą ma źródło w poglądzie o chemicznym podłożu sił witalnych, który spotykamy później w sugerowanej przez Freuda koncepcji substancji chemicznej będącej przyczyną pobudzenia seksualnego. 2 stycznia 1885 otrzymał nominację na docenta prywatnego, która pozwoliła mu prowadzić własną praktykę lekarską. Mimo że prowadził praktykę lekarza ogólnego, Freuda znacznie bardziej interesowały zjawiska związane z neurologią. Na decyzję Freuda o wyborze neurologii miało wpływ samobójstwo jego kolegi, młodego i zdolnego neurologa Nathana Weissa.

### Studia w Paryżu
Od 18 października 1885 do 28 lutego 1886 roku przebywał w Paryżu, z czego siedemnaście tygodni spędził na praktyce w szpitalu Salpêtrière u Jeana Martina Charcota. Freud był zafascynowany możliwością wywołania oraz cofnięcia symptomów histerycznych za pomocą hipnozy. Fakt ten wskazywał, że u podstaw „histerii” leżą przyczyny psychiczne, a nie organiczne, jak – zgodnie z poglądem odziedziczonym jeszcze z medycyny starożytnej – uważało wiedeńskie środowisko lekarskie. Spotkanie to w dużym stopniu wpłynęło na dalszy kierunek rozwoju twórcy psychoanalizy.
Wygłoszony 15 października 1886 roku po powrocie z Paryża raport na temat przyczyn i sposobów terapii histerii został chłodno przyjęty przez wiedeńskich lekarzy. Środowisko medyczne Wiednia nie było w stanie zaakceptować poglądu, że histeria może być chorobą dotyczącą także mężczyzn.
W swej prywatnej praktyce Freud zaczął stosować metody leczenia zaburzeń psychicznych poznane w czasie pobytu w Paryżu. W latach 1886–1893 pracował jako neurolog w Instytucie Neurologicznym Kassowitza w Wiedniu. W 1886 roku przez kilka tygodni studiował także w Berlinie w Szpitalu im. Cesarza Fryderyka pod kierunkiem A. Baginsky’ego. W 1889 roku odbył kolejny staż we Francji w Klinice Wydziału Medycznego Uniwersytetu w Nancy pod kierunkiem Hippolyte’a Bernheima, w trakcie którego udoskonalił swoją technikę terapii.

### Życie rodzinne
Sigmund Freud związany był z Marthą Bernays. Zachowało się ponad dziewięćset listów z okresu trwającego cztery lata narzeczeństwa, lecz tylko skromna część tej korespondencji została opublikowana. Rodzina Marthy wywodziła się z wyższej warstwy społecznej. Jej dziadek był naczelnym rabinem Hamburga, intelektualistą, przyjacielem Heinricha Heinego. Trzynastego września 1886 roku – po zakończeniu praktyki w szpitalu Salpêtrière – Freud poślubił Marthę Bernays. Ze związku tego przyszło na świat sześcioro dzieci:
- Mathilda (1887–1978)
- Jean Martin (1889–1967)
- Olivier (1891–1969)
- Ernst August (1892–1970)
- Sophie (1893–1920)
- Anna (1895–1982).

W 1891 roku Freud zamieszkał w kamienicy przy Berggasse 19, przejmując gabinet i praktykę lekarską po Victorze Adlerze. W latach 1892–1908 przyjmował pacjentów w mieszkaniu na pierwszym piętrze – zaledwie kilka stopni nad parterem. Pod koniec 1907 roku siostra Rosa zwolniła położone naprzeciwko apartamentu Freudów mieszkanie na drugim piętrze. Freud przeniósł tam swoją praktykę i od tej pory wynajmował całe drugie piętro. Tam właśnie mieszkał, pracował, przyjmował pacjentów i tworzył przez czterdzieści siedem lat. Dziś znajduje się tam Muzeum Freuda.

### Współpraca z Josefem Breuerem
Freud uważał, że w przeciwieństwie do Charcota, Pierre Janet nie wywarł nań żadnego wpływu – był on po prostu przeciwnikiem psychoanalizy. Josef Breuer był jednak nauczycielem i bliskim przyjacielem Freuda, wywarł na niego identyczny – o ile nie poważniejszy – wpływ jak Charcot, z pewnością zaś odegrał bardziej osobistą rolę w jego życiu. Breuer ponad dziesięć lat był przewodnikiem i ostoją Freuda, pożyczał mu pieniądze, przekazywał mu własnych pacjentów i pod każdym innym względem dbał o karierę młodego pupila.
W trakcie terapii inteligentnej pacjentki (w latach 1880–1882, a zatem przed opublikowaniem pierwszej książki Pierre’a Janeta) Breuer odkrył, że przynajmniej w wypadku kilku typów pacjentów neurotycznych symptomy patologiczne nie są nonsensowne, że mają one znaczenie. Breuer zaczął więc badać prehistorię każdego symptomu, wydawało mu się bowiem, że postępując w ten sposób, może złagodzić cierpienie młodej kobiety (w historii przypadku określonej mianem Anny O.).
W 1893 roku wraz z Josefem Breuerem opublikował Doniesienie wstępne, a w 1895 roku Studia nad histerią; opisał tu osiemnaście przypadków chorych, u których występowanie histerii było związane ze wspomnieniami wykorzystania seksualnego w dzieciństwie. Autorzy stwierdzają: „W odwróceniu maksymy cessante causa cessat effectus z przywołanych tu obserwacji możemy niewątpliwie wysnuć wniosek, że zdarzenie, które stało się przyczyną choroby, w jakiś sposób oddziaływało jeszcze po upływie lat, i to nie pośrednio na zasadzie łańcucha przyczynowych członów pośrednich, lecz bezpośrednio z wywołującej chorobę przyczyny, tak jak przypomniany w świadomości stanu czuwania ból psychiczny nawet po upływie dłuższego czasu potrafi wycisnąć łzy: «człowiek chory na histerię cierpi w znacznej mierze na wspomnienia»”.
Freud zauważył, że w normalnych warunkach silne pobudzenie emocjonalne wymaga odpowiedniego rozładowania w formie działania (np. uraza ze strony jakiejś osoby wymaga odwetu) lub opracowania intelektualnego. Pisał: „Wspomnienie owego przeżycia, nawet jeśli nie zostało ono odreagowane, pojawia się w wielkim kompleksie skojarzeń, zajmując miejsce w pobliżu innych, być może nawet przeciwstawnych w stosunku do niego przeżyć, jest poddawane korekcie przez inne wyobrażenia. Na przykład po wypadku do wspomnienia o niebezpieczeństwie i do (osłabionego) powtórzenia grozy dołącza wspomnienie tego, co się działo później, wspomnienie akcji ratunkowej, świadomość, że oto teraz człowiek jest już bezpieczny. Wspomnienie urazu zostaje skorygowane przez sprostowanie faktów, rozważania na temat własnej godności itp. – w ten sposób normalnemu człowiekowi udaje się usunąć towarzyszący afekt dzięki dokonaniom kojarzenia. Do tego dochodzi jeszcze owo ogólne zacieranie wrażeń, owo blaknięcie wspomnień – jednym słowem to, co określamy mianem «zapominania», co zaś usuwa przede wszystkim nieskuteczne już wyobrażenia”.
Wspomnienie takiego pobudzenia stopniowo traci na wyrazistości. Tymczasem pewne wspomnienia, z którymi wiąże się wielkie pobudzenie emocjonalne, są odizolowane od reszty życia psychicznego – są nieświadome. Pomimo upływu czasu zachowują intensywność. Z uwagi na izolację od świadomości niedostępne są opracowaniu intelektualnemu ani adekwatnej reakcji. Wspomnienia takie, choć nie pamiętane przez osobę, znajdują wyraz w atakach histerycznych: np. miejsce na skórze którego dotykała znacząca osoba, nagle traciło wrażliwość, osoba bała się wchodzić do sklepu z ubraniami, gdyż przez ubranie była w dzieciństwie dotykana w miejscach intymnych. Celem terapeutycznym zatem było przywrócenie tego wspomnienia, dzięki czemu mogło ono podzielić los innych ważnych wspomnień – stracić ładunek emocjonalny. Przywrócenie to możliwe było właśnie najpierw przez wspomnienie, potem przez wypowiedzenie – to właśnie na tym, w największym skrócie, polegać miała psychoanaliza zdefiniowana przez Annę O. jako talking cure – terapia przez mowę. Podsumowując, Freud i Breuer tak pisali o wynalezionej przez siebie metodzie: „Metoda ta likwiduje skuteczność pierwotnie nie odreagowanego wyobrażenia w taki sposób, że pozwala ona na odprowadzenie zakleszczonych afektów w formie mowy; metoda ta przywodzi je do stanu, w którym można je poddać korekcie skojarzeniowej w taki sposób, że wciąga się je w normalną świadomość (w lżejszej hipnozie) lub likwiduje za pomocą sugestii lekarskiej, tak jak to się dzieje w wypadku somnambulizmu z amnezją”.
Pomiędzy Breuerem i Freudem pojawiła się jednak różnica poglądów, ponieważ uczeń z większym zapałem usiłował zgłębiać nową metodę myślenia. Breuer między innymi zwrócił mu uwagę na to, jaką rolę odgrywa niekiedy seksualność w procesie powstawania schorzenia nerwicowego. Freud postulował, by wpędzać w chorobę tych pacjentów, którzy nie są w stanie zaakceptować pewnych aspektów własnej przeszłości. Podczas gdy Breuer przypisywał rolę patogenną tak zwanym stanom hipnoidalnym (polegającym na tym, że specyficzne znaczenie uzyskują doświadczenia skądinąd nienadzwyczajne), Freud, który był bardziej gruntownym psychologiem, skłaniał się do hipotezy, że można tu obserwować grę sił, oddziaływanie zamiarów i tendencji, które można zauważyć w normalnym życiu. Zgadzali się jednak, że celem terapeutycznym jest ułatwienie wynurzenia się wspomnień, które można obudzić w stanie hipnozy, i które – jeśli zostaną przypomniane i wyraźnie uznane (metoda katartyczna) – mają skutek leczniczy. Żadna różnica dzieląca ich na płaszczyźnie intelektualnej, można by sądzić, nie była na tyle poważna, by wyjaśniała ostateczne zerwanie. Niezależnie od tego, jaka była przyczyna nieporozumień, niezależnie od tego, jaką rolę odegrały w tym względy naukowe – podziw, jakim Freud początkowo darzył Breuera, przekształcił się w gwałtowną niechęć, posuniętą do tego stopnia, że za życia ich obu zaniechano wydawania ich wspólnej pracy Studia nad histerią.
Z postacią Josefa Breuera związane jest również samo pojęcie „psychoanalizy”. W liście do Sigmunda Freuda Breuer zaproponował mu, by na podstawie Króla Edypa Sofoklesa – tragedii określonej przez Friedricha Schillera mianem „tragicznej analizy” – określić wynalezioną przez nich obu metodę katartyczną mianem „psychoanalizy”, albowiem oni obaj postępują jak Edyp, walczący z dręczącą Teby zarazą, tropiąc i wypowiadając prawdę.
Już rok później Sigmund Freud porzucił teorię wykorzystania seksualnego. Koncepcje Breuera i Freuda zostały przyjęte z dużą rezerwą. Z tych względów z dalszych badań wycofał się Breuer. W latach 1892–1900 w życiu Sigmunda Freuda trwał okres nasilenia się objawów neurotycznych oraz autoanalizy. W czasie tym czynnik seksualny – jako przyczyna takich objawów – stał się na tyle wyraźny, iż twórca musiał wnioski na temat funkcjonowania aparatu psychicznego zastosować także do samego siebie. W późniejszych latach pisał o sobie: „Jestem zwolennikiem życia seksualnego całkowicie wyzwolonego, chociaż muszę przyznać, że sam z tej wolności nie korzystam”. W 1896 roku zmarł Jakob Freud.

### Początki psychoanalizy
W listopadzie 1899 roku Freud opublikował Objaśnianie marzeń sennych – swe najważniejsze dzieło; książka była postdatowana – na stronie tytułowej widniał już rok 1900. Z tego, że będzie to kamień milowy w teorii psychoanalitycznej, Freud doskonale zdawał sobie sprawę już wówczas, gdy pisał tę pracę – świadczy o tym motto, jakim ją opatrzył: cytat z Eneidy: Flectere si nequeo superos, Acheronta movebo.
Freud w następujący sposób określił cele i metodę swego głównego dzieła: „Sądzę, że przedstawiając tu próbę objaśniania marzeń sennych, nie przekroczyłem kręgu zainteresowań neuropatologii. Albowiem w trakcie badania psychologicznego okazuje się, że marzenie senne jest pierwszym ogniwem w łańcuchu nienormalnych formacji psychicznych, spośród których inne ogniwa – fobia histeryczna, obłędne i natrętne rojenia – muszą stać się przedmiotem zainteresowań lekarza ze względów natury praktycznej. Jak się okaże, marzenie senne nie może wysuwać roszczeń co do podobnej doniosłości praktycznej, tym większa jest jednak jego wartość teoretyczna jako paradygmatu, kto zaś nie umie objaśnić sobie, jak powstają obrazy senne, ten daremnie będzie próbował zrozumieć fobie, natręctwa i obłędne rojenia, czy też to, w jaki sposób wywrzeć na nie wpływ terapeutyczny”.
Objaśnianie marzeń sennych to pierwsza i zarazem najpoważniejsza próba przedstawienia hermeneutyki psychoanalitycznej – materiałem, jakim posłużył się Freud w związku z ową pracą interpretacji, był materiał marzeń sennych – własnych, zaczerpniętych z literatury oraz pozbieranych od przyjaciół i pacjentów. Freud przedstawił w tej pracy podstawowe pojęcia i tezy swej hermeneutyki: wyszedł od założenia, iż marzenie senne jest fasadą, za którą skrywa się utajone życzenie; życzeniu nie pozwala się objawić w formie bezpośredniej cenzor snu (wymogi kulturowe), sprawiając, iż utajone życzenie – mające najczęściej charakter seksualny – przybiera formę zniekształconą, zaburzoną, powstaje na drodze kompromisu zawartego z cenzorem. Zasadnicze zadanie cenzora polega na tym, by zachować (wynikający z konieczności biologicznej) stan snu, by nie dopuścić do przebudzenia i – konsekwentnie – do uświadomienia. „Cenzor jest strażnikiem stanu snu” – stwierdził Freud. Marzenie senne jest zatem formacją kompromisową, posługującą się – w celu ukrycia właściwego, lecz niedozwolonego życzenia – środkami znanymi z podręcznika poetyki: kondensacją, metonimią, metaforą, synekdochą itp. Wynikała z tego następna hipoteza: że istnieje coś w rodzaju mowy marzeń sennych, łudząco podobnego do mowy, jaką posługujemy się na co dzień, i że mowa ta przejawia się w formie zaburzonej przez wymogi wynikające z konieczności przystosowania się do reguł narzucanych przez system kultury. Ponieważ zaś marzenia senne, informując o utajonym życzeniu, pozwalają wejrzeć w życie nieświadome, badanie ich – zwane przez Freuda pracą objaśniania – pozwala poznać aktywność nieświadomości psychicznej oraz formy jej zaburzeń. Badaniu owego systemu mowy i jej zaburzeń miał się poświęcić Freud w innych swych pracach – to właśnie ono miało się stać jednym z głównych filarów psychoanalizy.
Tym samym tropem – śladem badania zaburzeń przejawów nieświadomego życia psychicznego – poszedł Freud w opublikowanej w 1901 roku pracy Psychopatologia życia codziennego – tym razem za materiał posłużyły mu „czynności pomyłkowe”, „przejęzyczenia”, „zabobony” i „błędy”. W pracy tej po raz pierwszy użyto oficjalnie terminu „psychoanaliza” oraz opisano kluczowe elementy teorii psychoanalitycznej, takie jak nieświadomość i wyparcie. Identyczną metodę zastosował do badania zjawiska dowcipu w mającej charakter typowo językowego studium pracy Dowcip i jego stosunek do nieświadomości (1905).
W roku 1905 Freud opublikował (napisane w roku 1901) studium na temat swego pierwszego przypadku klinicznego – przypadek Dory: Bruchstück einer Hysterie-Analyse. Freud w następujący sposób scharakteryzował dziewczynę: „Nasza pacjentka, którą od tej chwili określać będę imieniem «Dory», już w wieku ośmiu lat wykazywała objawy nerwicowe. Zapadła wówczas na stałe, nasilające się ataki duszności, które po raz pierwszy pojawiły się po krótkiej wycieczce w góry, toteż kojarzono je z przemęczeniem... Ujrzałem ją po raz pierwszy na początku lata: pojawiła się jako szesnastolatka cierpiąca na ataki kaszlu, zachrypnięta – już wtedy zaproponowałem jej psychoterapię, od której odstąpiłem, gdy i ten dłuższy atak przeszedł sam z siebie”. Freud na podstawie tej historii choroby próbował dowieść skuteczności wynalezionej i opracowanej przez siebie metody objaśniania marzeń sennych, odczytać i zinterpretować znaczenie symptomów histerycznych, odszyfrować i zrekonstruować na podstawie materiału dostarczonego przez pacjentkę prawdziwy – jakże inny od relacjonowanego przez nią – przebieg wydarzeń, które pchnęły ją w chorobę. Freud chyba nigdzie indziej, jak właśnie w historii przypadku Dory, przedstawił się jako prawdziwy „mistrz podejrzeń” – w żadnym wypadku nie uwierzył w insynuowane przez Dorę znaczenie symptomu histerycznego, przeciwnie, zdemaskował kryjącą się za nim złożoną – i nigdy do końca nie rozwikłaną – intrygę nieszczęśliwej miłości do ojca, rywalizacji z jego żoną (matką Dory) i kochanką (panią K.), uwiedzenia przez przyjaciela domu (pana K., męża pani K., kochanki ojca) itd. W rezultacie pacjentka, której zabiegi zostały w ten sposób zdezawuowane, przerwała terapię, by już nigdy nie powrócić. Ale też sens tej historii choroby nie polega na przedstawieniu tryumfalnego uzdrowienia histeryczki – jej główna wartość sprowadza się do ukazania mechanizmów kierujących procesem produkcji symptomów i rekonstrukcji znaczenia fantazji histerycznych. Freud zdawał sobie z tego sprawę, co więcej, taki był właśnie cel jego pracy: „W związku z niekompletnością moich rezultatów analitycznych, nie pozostało mi nic innego, jak tylko pójść za przykładem tych badaczy, którzy są tak szczęśliwi, że udziałem ich staje się możliwość wydobycia na światło dzienne pogrzebanych od tak dawna, tyleż nieocenionych, ile okaleczonych resztek Starożytności. To, co niekompletne, uzupełniłem podług najlepszych wzorów znanych mi z innych analiz, ale – w przeciwieństwie do sumiennego archeologa – zapomniałem o tym, by w każdym wypadku informować, gdzie moja rekonstrukcja przylega do autentycznych szczątków”.
Sława Freuda jako twórcy alternatywnej metody terapeutycznej rosła, a w wielu krajach działali lekarze terapeuci praktykujący bądź interesujący się psychoanalizą. W 1902 roku Freud otrzymał z rąk cesarza Franciszka Józefa tytuł profesora nadzwyczajnego. Nadanie tego tytułu było systematycznie odkładane – było to przyczyną wielu zmartwień (o czym wielokrotnie wspomina w Objaśnianiu marzeń sennych). Jedną z przyczyn tego opóźnienia było żydowskie pochodzenie aspirującego do profesury. Biegu sprawie nadała dopiero interwencja pacjentki Freuda, baronowej Marii Ferstel. W tym samym roku za namową Wilhelma Stekla powstało Środowe Towarzystwo Psychologiczne – grupa osób spotykających się raz w tygodniu i dyskutujących na temat psychoanalizy. Początkowo w spotkaniach tych uczestniczyły cztery osoby. Z grupy tej narodziło się później Wiedeńskie Towarzystwo Psychoanalityczne.

### Freud a Wilhelm Fliess
W 1887 roku Sigmund Freud nawiązał znajomość z Wilhelmem Fliessem, berlińskim lekarzem otorynolaryngologiem. Już w pierwszym liście wysłanym do Fliessa (24 listopada 1887) Freud wyznaje: „Wprawdzie piszę ten list w konkretnej sprawie, muszę jednak zacząć od wyznania, że mam nadzieję na podtrzymywanie kontaktów z Panem i że zrobił Pan na mnie wielkie wrażenie, w ten sposób zaś łatwo mógłbym ulec pokusie, by powiedzieć Panu, wśród jak ważnych mężów muszę Pana postawić”. Fliess był w owym czasie nie tylko najbliższym przyjacielem Freuda, więcej – był jego zaufanym korespondentem. W listach wysyłanych nieomal codziennie, a czasem dwa razy dziennie, Freud i Fliess dzielili się swymi odkryciami, hipotezami i planami. Wiele pomysłów Freuda powstało właśnie dzięki Fliessowi – Freud nie omieszkał włączyć ich do pisanych w owym czasie prac, między innymi do Objaśniania marzeń sennych.
Siłę ich przyjaźni wyjaśnić można nie tylko podobieństwem losu – w owym czasie, czyli w latach dziewięćdziesiątych XIX wieku, obaj żyli w przeświadczeniu, że są zapoznanymi geniuszami, obaj pracowali nad swymi głównymi dziełami – obu połączyło bowiem to samo pragnienie: wychodząc od medycyny, fizjologii, neurologii, pragnęli uogólnić swe doświadczenia i na tej podstawie stworzyć system filozoficzny. Pragnieniom tym daje wyraz Freud w liście z 1 stycznia 1896 roku: „Widzę, jak na okrężnych drogach medycyny zdobywasz swój najpierwszy ideał – zaczynasz rozumieć człowieka jako fizjolog, tak jak ja karmię się tajemną nadzieją, że idąc tą samą drogą, zbliżę się do mego celu początkowego, do filozofii. Albowiem tego pierwotnie chciałem, w owym czasie, gdy jeszcze nie wiedziałem tak całkiem jasno, po co przyszedłem na świat”.
Zażyłość tę przerwało w końcu oskarżenie rzucone przez Fliessa, który stwierdził, że Freud przekazał jego spostrzeżenia naukowe (chodziło o koncepcje pierwotnego biseksualizmu człowieka) innemu naukowcowi, psychologowi Hermannowi Swobodzie, ten zaś nie dość, że podzielił się tymi odkryciami ze swym przyjacielem, Otto Weiningerem, który przemycił je do swego dzieła Płeć i charakter, to jeszcze wykorzystał je w swojej pracy badawczej. Chcąc udowodnić publicznie, że ma rację, Fliess opublikował prywatną korespondencję z Freudem. W rezultacie skandalu, jaki wówczas wybuchł, doszło do zerwania przyjaźni Freuda z Fliessem. Tym samym Freud stracił nie tylko powiernika, lecz także ważne źródło nowych pomysłów, pierwszego czytelnika, redaktora i życzliwego krytyka swych rękopisów.

### Freud a Jung
3 marca 1907 Carl Gustav Jung, uczeń i asystent Eugena Bleulera w Klinice Psychiatrii Uniwersytetu Zuryskiego, przybył do Wiednia, aby spotkać się z Freudem. Korespondowali ze sobą już wcześniej – pierwszy list Freuda do Junga datowany jest na 11 kwietnia 1906 roku: Freud donosi, że kupił sobie opublikowane właśnie Diagnostische Assoziationsstudien. Po trzynastogodzinnej rozmowie Jung został uczniem Freuda. Jung wspominał później, że rozmowa ta nie usunęła wielu wątpliwości związanych z pracami teoretycznymi Freuda; jego sprzeciw budziły zwłaszcza kwestie znaczenia życia seksualnego.
Freudowi bardzo zależało na tym, by Jung, który pracował w renomowanej klinice zuryskiej i był profesorem uniwersyteckim – w przeciwieństwie do Freuda, profesora tytularnego, który zajmował się wówczas już tylko praktyką prywatną – wprowadził psychoanalizę do świata medycznego, a tym samym pomógł w oficjalnym uznaniu jej za metodę terapeutyczną. Jeśli o to chodzi, Jung miał duże możliwości – był asystentem Eugena Bleulera, wybitnego psychiatry cieszącego się sławą i autorytetem. Bleuler, który był pod wielkim wrażeniem teorii psychoanalitycznych, w niemałej mierze przyczynił się do zrozumienia w tej perspektywie autyzmu i ambiwalencji. Idee Freuda poznał już w roku 1901, gdy Carl Gustav Jung wygłosił dla lekarzy kliniki Burghölzli referat poświęcony Die Traumdeutung Sigmunda Freuda.
W Jungu Freud widział swego następcę – publicznie mówił o nim jako o „księciu koronnym i następcy tronu”. Jednakże po publikacji w 1912 roku pracy Junga Wandlungen und Symbole der Libido początkowa wielka przyjaźń uległa gwałtownemu ochłodzeniu, a wreszcie została zerwana. Sprawa rozbiła się o problem libido, traktowanego przez Freuda po prostu jako popęd seksualny, przez Junga zaś jako (zdolna do przyjmowania różnych form wyrazu) energia psychiczna w ogóle; przedmiotem sporu była też kwestia kazirodztwa, w którym Jung, przede wszystkim widział niebezpieczeństwo w rodzaju regresji aseksualnej do stanu błogości dziecka powróconego na łono matki, mając na celu ucieczkę od niezależnej świadomości, Freud zaś widział jedynie akt seksualny będący spełnieniem tendencji kazirodczych dążących do osiągnięcia stanu zjednoczenia podmiotu z pierwotnym obiektem seksualnym (najczęściej – z matką w wypadku mężczyzny lub ojcem w wypadku kobiety); biorąc pod uwagę kontekst oraz gwałtowny charakter tej długiej, prowadzonej w formie korespondencyjnej dyskusji, trudno nie ulec jednak wrażeniu, że były to tylko preteksty. Przyczyną zerwania był bowiem znacznie poważniejszy problem stosunku do interpretowanego psychologicznie zjawiska religijności. Jung pisze: „Freud nie był w stanie uznać niczego, co wykraczało poza horyzont jego naukowego materializmu (...) Nie udało mi się dowieść mu, że jego stanowisko opiera się na uprzedzeniach, że jest nienaukowe i że jego ujęcie religii opiera się na powziętych z góry sądach. Freud (...) uważał nawet, że jego doktryna o wyparciach seksualnych (...) powinna zostać zrekompensowana za sprawą wyniesienia teorii seksualnej do rangi dogmatu”. We Wstępie do psychoanalizy Freud mówi o Jungu jako o osobie, która przestała być psychoanalitykiem, a stara się być prorokiem, Jung natomiast w trakcie Wykładów tavistockich stawia diagnozę o schizofrenii swojego wcześniejszego mistrza. List, w którym na życzenie Freuda Jung zrywa przyjaźń – list zakończony szekspirowskim „reszta jest milczeniem” – uchodzi za jeden z najsłynniejszych listów XX wieku.

### Narodziny ruchu psychoanalitycznego

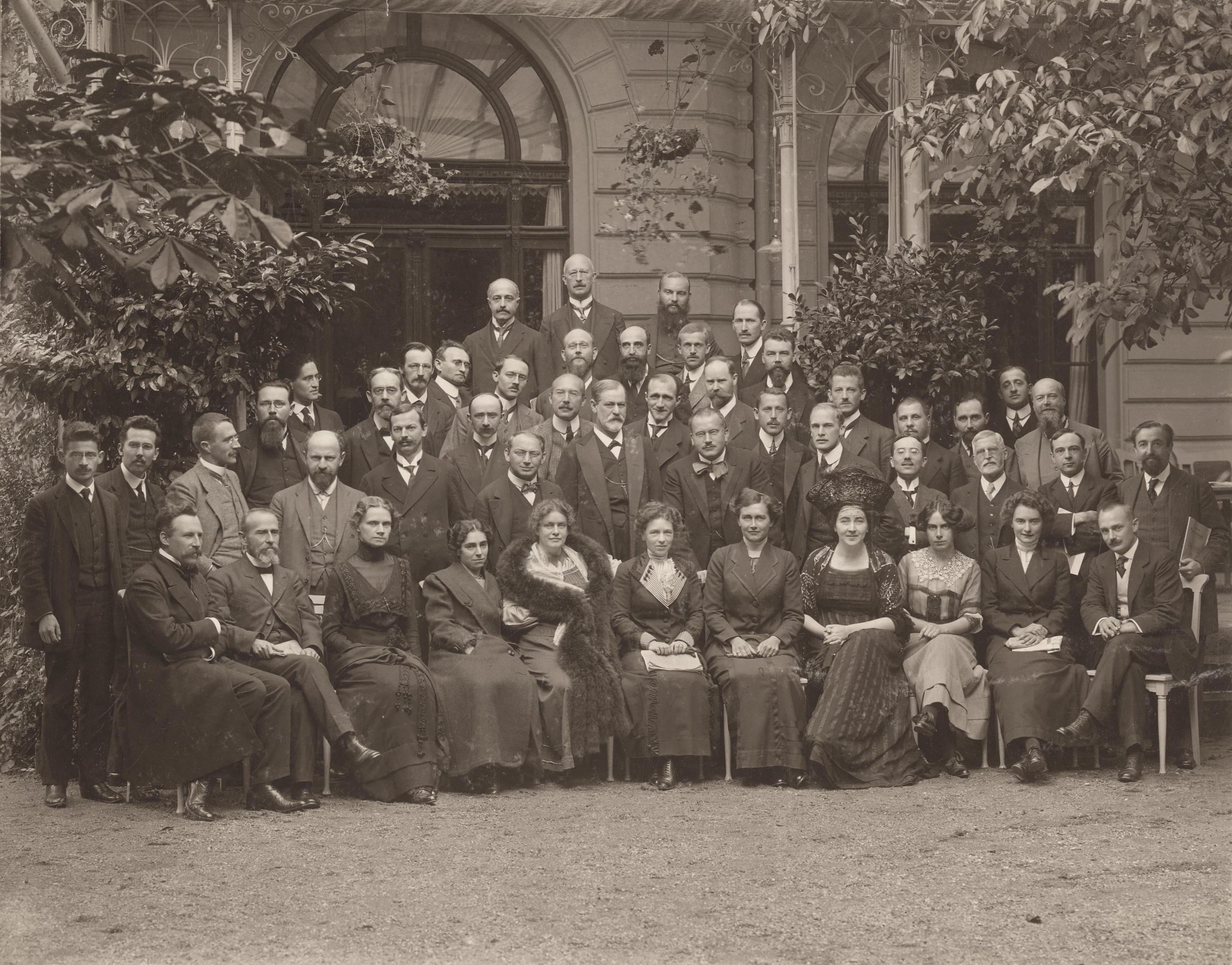
Zdjęcie uczestników Międzynarodowego Kongresu Psychoanalitycznego w Weimarze, 21 września 1911

Niezależnie od tego, jak bardzo ucierpiał ruch psychoanalityczny w wypadku tej schizmy oraz następnych (w 1911 roku Alfred Adler, współpracujący z Freudem już od 1902 roku, odrzuciwszy teorię libido, stworzył własną szkołę), można powiedzieć, że w latach po zakończeniu I wojny światowej psychoanaliza nie była już tylko „wiedeńską nowinką” o znaczeniu lokalnym czy choćby tylko europejskim – od tej chwili zaczyna się jej światowy rozwój, stymulowany przez wiele czasopism psychoanalitycznych („Jahrbuch fur psychoanalytische und psychopathologische Forschungen”, „Imago”, „Jahrbuch fur Psychoanalyse”) oraz wiedeńskie wydawnictwo Internationaler Psychoanalytischer Verlag, w którym zaczęły wychodzić pierwsze „dzieła zebrane” Freuda (Gesammelte Schriften).
W 1908 roku teorie Freuda na temat nerwic były już na tyle znane, że zwołano pierwszy międzynarodowy kongres psychoanalityczny w Salzburgu, w którym uczestniczył jako gość honorowy. W 1910 roku powstało Międzynarodowe Towarzystwo Psychoanalityczne, którego pierwszym prezesem został Carl Gustav Jung. W 1911 roku do ruchu psychoanalitycznego przystąpiła znana pisarka, Lou Andreas-Salomé.
W 1909 roku na zaproszenie G. Stanleya Halla Freud w towarzystwie Junga i Ferencziego pojechał do Stanów Zjednoczonych, gdzie on oraz Jung mieli odebrać tytuły doctor honoris causa Clark University of Worcester w Massachusetts. W tym czasie większość lekarzy zarówno w Europie, jak i w USA uważało, że choroby nerwowe są degeneracją mózgu i że niewiele można zrobić poza dietą, ćwiczeniami, odpoczynkiem i masażem. Ale wzrastała też świadomość, że umysł może wpływać na funkcje ciała. Freud wygłosił wówczas cykl wykładów, które zostały zebrane i opublikowane pt. Über Psychoanalyse (1910) (O psychoanalizie pięć odczytów wygłoszonych na uroczystość jubileuszu założenia Clark University). Spotkał tam wiele znanych osób ówczesnego świata nauki, między innymi Williama Jamesa. Carl Gustav Jung wspomina: „Była to wielce znamienna konferencja, ponieważ profesor Freud po raz pierwszy zetknął się bezpośrednio z Ameryką. Po raz pierwszy oficjalnie uznano istnienie psychoanalizy – znaczyło to dlań bardzo dużo, w Europie cieszył się bowiem żałośnie marnym uznaniem [...] Ponieważ był to nasz pierwszy pobyt w Ameryce, wszystko wydawało się nam obce; mieliśmy uczucie, że nie przemawiamy tym samym językiem intelektualnym, co nasi amerykańscy koledzy”. Jednak najważniejszą osobą jaką spotkał Freud w USA był James Jackson Putnam, profesor neurologii na Harvardzie, który zaczął propagować poglądy Freuda zwłaszcza w przypadkach medycznych, które uważano za nieuleczalne. Mimo że Freud nie cenił Stanów Zjednoczonych z uwagi na bardzo zakorzenionego tam ducha pragmatyzmu i purytanizmu, jego poglądy wywarły wielkie wrażenie i zapoczątkowały żywiołowy rozwój psychoanalizy w tym kraju. To właśnie ów tak przez Freuda nielubiany amerykański pragmatyzm sprawił, że psychoanaliza stała się w USA dyscypliną stosowaną na masową skalę i przeżyła rozkwit, jaki w Europie nigdy nie stał się jej udziałem. Z drugiej strony, umasowienie psychoanalizy na kontynencie amerykańskim siłą rzeczy doprowadziło do spłaszczenia jej zawartości intelektualnej.

### Ostatnie lata
W latach dwudziestych spotkała Freuda seria nieszczęść: zmarła jego córka Sophie oraz wnuczek (to właśnie jego zabawę w fort-da opisał Freud w Poza zasadą przyjemności). Twierdził wówczas, że już nic nie ma znaczenia, pierwszy raz popadł w depresję. W lutym 1923 roku Freud odkrył mały guzek po prawej stronie jamy ustnej. Sześć miesięcy później został on usunięty przez Hansa Pichlera. Później został poddany jeszcze 32 operacjom wykonanym przez Maxa Schura. Z tego powodu był zmuszony do noszenia protezy, którą zwał monstrum, bardzo utrudniającej mu mówienie. Pacjentce, która zapytała go, jak się czuje, odpowiedział: To jak się czuje osiemdziesięcioletni człowiek, nie jest tematem do rozmowy.
Freud przez całe życie uważał, że nie został dostatecznie doceniony przez współczesnych. I rzeczywiście – otrzymał tylko jedno wyróżnienie – w 1930 roku miasto Frankfurt nad Menem (za wstawiennictwem Thomasa Manna) przyznało Freudowi prestiżową Nagrodę Literacką im. Goethego; paradoksalnie, ponieważ była to nagroda literacka, uhonorowano w ten sposób literackie zasługi Freuda, nie naukowe. „Nie rozpieszczały mnie publiczne nagrody” – pisał Freud w liście do dra Alphonse’a Paqueta, sekretarza komitetu nagrody – „toteż przyzwyczaiłem się do myśli, że mogę się bez nich obyć. Nie mogę jednak zaprzeczyć, że bardzo mnie ucieszył fakt, iż miasto Frankfurt przyznało mi Nagrodę im. Goethego. Jest w tym coś, co szczególnie uskrzydla fantazję, jeden zaś ze statutowych celów tej nagrody sprawia, iż znika poczucie upokorzenia towarzyszące skądinąd takim wyróżnieniom”. Schorowany Freud nie był w stanie osobiście odebrać wyróżnienia – w jego imieniu uczyniła to Anna Freud, która odczytała też skierowane do uczestników uroczystości przemówienie napisane przez ojca, który, spełniając wolę komitetu, by w jakiś sposób ukazać związki łączące jego dzieło z dziełem Goethego, pisał: „Nie wydaje mi się, by Goethe – w przeciwieństwie do jakże wielu nam współczesnych – odrzucił psychoanalizę w nieprzyjaznym geście. On sam zbliżył się do niej pod niejednym względem, albowiem odkrył niejedno z tego, co udało się nam tymczasem potwierdzić, niektóre zaś nasze ujęcia ściągające na nasze głowy tak wiele krytyki i szyderstw, Goethe wyznawał jako oczywiste. A zatem na przykład zdawał sobie sprawę z niezrównanej siły pierwszych afektowych związków synów ludzkich... W zapewne najwznioślejszym swym utworze, w Ifigenii, Goethe przedstawił nam wzruszający przykład odpokutowania, uwolnienia cierpiącej duszy od brzemienia winy – katharsis ta dokonała się za sprawą namiętnego wybuchu uczuć pod kojącym wpływem miłosnej empatii”.
W 1932 roku Freud wymienił korespondencję z Albertem Einsteinem na temat kultury i wojny. (Dlaczego wojna? – 1933). Wyraził w niej pesymistyczny stosunek do natury ludzkiej i przyszłości ludzkości. A chociaż w swych refleksjach nad naturą ludzką bardzo często odwoływał się do Charlesa Darwina, dając w ten sposób całkiem jasno do zrozumienia, że traktuje człowieka jako zwierzę, któremu udało się stworzyć kulturę, tym razem, mówiąc o używaniu przez człowieka siły, pozbawiał wszystkich złudzeń i siebie, i adresata swych słów, pisał zatem: „Konflikty interesów wśród ludzi rozstrzygane są zatem zasadniczo przez użycie przemocy. Z tym samym mamy do czynienia w całym królestwie zwierząt, z którego człowiek nie powinien się wykluczać; jeśli jednak chodzi o ludzi, mają oni do czynienia dodatkowo z konfliktami poglądów sięgającymi samych szczytów abstrakcji i – wydawałoby się – wymagającymi innej techniki rozstrzygania. Ale komplikacja ta pojawiła się dopiero później. Początkowo w małej hordzie ludzkiej siła mięśni decydowała o tym, do kogo coś będzie należało, czy też czyja wola zostanie spełniona. Siła mięśni została wzmocniona, a wkrótce też zastąpiona możliwością wykorzystania narzędzi; zwycięża ten, kto posiada lepsze rodzaje broni, czy też używa ich w bardziej przemyślny sposób”.
Bardzo szybko dane mu było się przekonać, że się nie mylił. Po dojściu Hitlera do władzy w 1933 roku została bardzo ograniczona i podporządkowana aparatowi partyjnemu działalność psychoanalityczna na terenie Niemiec. W 1938 roku po aneksji Austrii przez Niemcy Freud musiał uciekać z Wiednia. Było to możliwe dopiero po interwencji Williama Bullitta, dyplomaty amerykańskiego, z pomocą Maxa Schura i po okupie zapłaconym przez Marię Bonaparte. Wcześniej był zmuszony podpisać oświadczenie, że władze niemieckie, a w szczególności gestapo, traktowały go z należnym szacunkiem jako uczonego o sławie światowej. Freud zgodził się pod jednym warunkiem, że wolno będzie mu pod podpisem dodać jedno zdanie. Oficer nie wyraził sprzeciwu i profesor napisał: „Z całego serca mogę polecić usługi gestapo każdemu”. 3 czerwca 1938 roku Orient Expressem opuszcza na zawsze Wiedeń. 5 czerwca zatrzymuje się na krótko w Paryżu, następnie wyrusza do Londynu w Wielkiej Brytanii. Po przybyciu do Londynu zamieszkał w mieszkaniu przy Maresfield Gardens nr 20 (obecnie muzeum Freuda). Tutaj pracował nad swoimi ostatnimi dziełami: Zarys psychoanalizy (dzieło niedokończone) i Człowiek imieniem Mojżesz a religia monoteistyczna (1939). Cztery siostry Freuda: Rosa, Mitzi, Dolfi oraz Paula zginęły w obozach koncentracyjnych. O wybuchu II wojny światowej Freud dowiedział się z radia.
Nowotwór jamy ustnej był przyczyną cierpienia. 21 września 1939 roku Freud powiedział do swojego przyjaciela Maxa Schura: „Obiecał mi pan, że nie opuści mnie, kiedy przyjdzie ten moment. Teraz jest to tylko torturą i to już nie ma sensu”. Po chwili dodał: „Porozmawiaj o tym z Anną, a jeżeli ona uważa, że jest to słuszne, skończymy z tym”. Następnie zaaplikowano Freudowi trzy zastrzyki, z trzech centygramów morfiny. Po dwóch dniach śpiączki, 23 września 1939 roku o godzinie 3 nad ranem Freud zmarł. Jego ciało zostało skremowane w krematorium Golder’s Green. Prochy złożono do urny, którą otrzymał od swej wielbicielki i protektorki Marii Bonaparte.

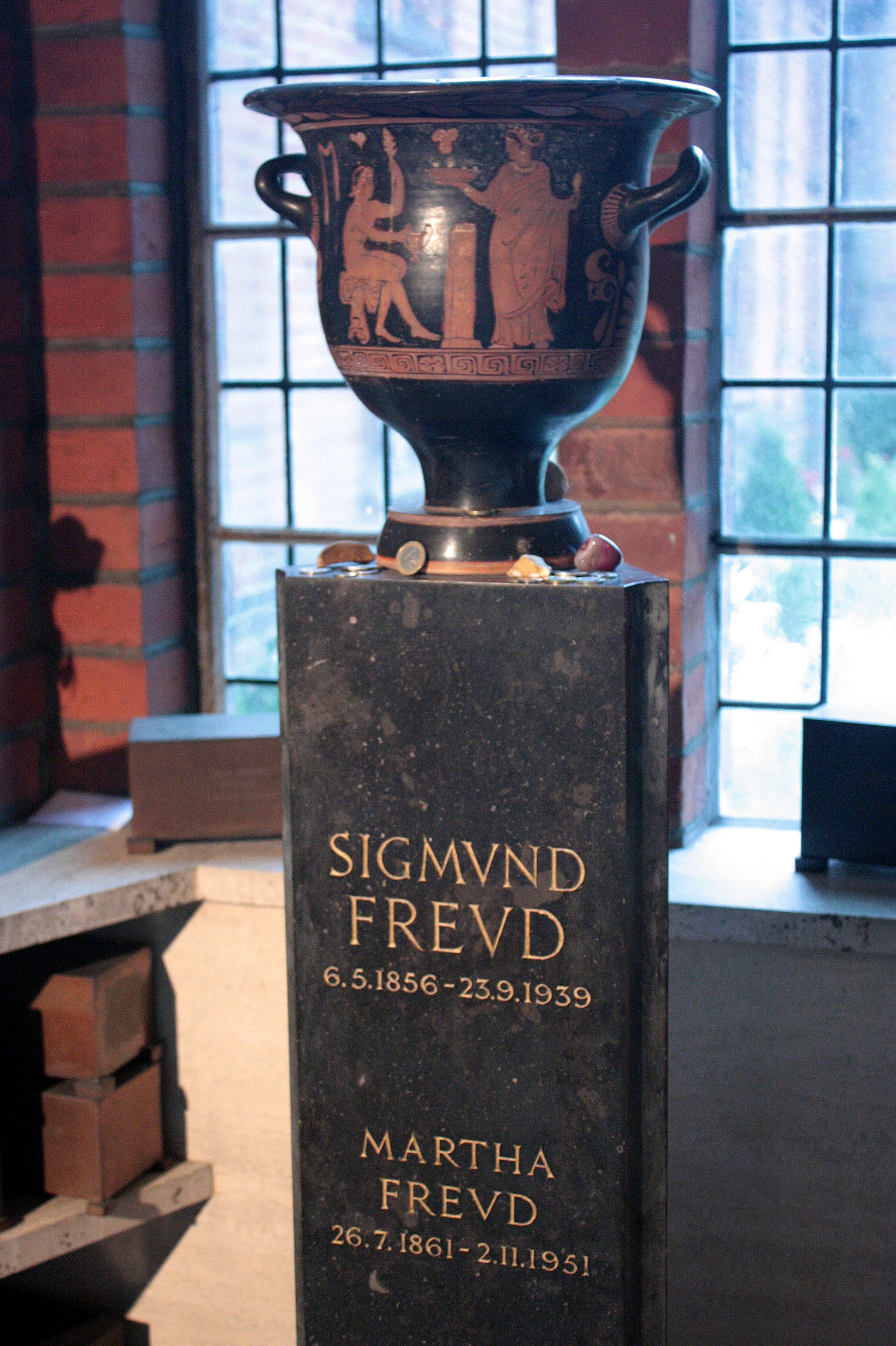
Urna z prochami Freuda

## Stan zdrowia
Freud zaczął palić tytoń w wieku 24 lat; początkowo palił papierosy, później stał się palaczem cygar.
Freud chorował na migrenę przez większość swojego życia, zwłaszcza pomiędzy 1880–1900. 17 maja 1885 napisał do swojej żony Marty Bernays: „Męczy mnie migrena, już trzeci atak w tym tygodniu, chociaż poza tym moje zdrowie jest w najlepszym stanie; wydaje mi się, że to po sosie tatarskim. Wziąłem trochę kokainy, i zaobserwowałem, że migrena natychmiast przeszła”. Freud często wspominał o migrenach, zwłaszcza w dyskusjach z Wilhelmem Fliessem, który sam był chory na migrenę. Freud klasyfikował swoje migreny na trzy typy i był w stanie obserwować początkowe objawy.

## Dorobek naukowy

### Życie seksualne
Problematyka seksualności człowieka oraz jej związków z życiem psychicznym człowieka wchodziła w zakres zainteresowań Sigmunda Freuda niemal od początku jego praktyki lekarskiej. Sam wspomina, że wielu starszych i bardziej doświadczonych lekarzy w osobistych rozmowach określało rolę czynnika seksualnego jako kluczową w etiologii nerwic, a przywrócenie normalnego życia seksualnego chorego uważali za niezbędne. Jednakże żaden z nich nie ujmował tych spostrzeżeń w swoich publikacjach. W 1905 opublikował Trzy rozprawy z teorii seksualnej, w którym zawarł teoretyczne opracowanie zagadnień rozwoju seksualnego. Życie seksualne (które odróżniał od życia genitalnego) wywiódł z okresu najwcześniejszego dzieciństwa, w którym doświadczanie satysfakcji rozwijało się w oparciu o zaspokojenie potrzeby biologicznej: przyjmowanie pokarmu – faza oralna, wypróżnianie – faza analna. W świetle psychoanalizy szczytowym osiągnięciem dziecięcej seksualności jest faza falliczna. Seksualność dziecięca, z uwagi na rozziew między doświadczaniem satysfakcji a brakiem możliwości pełnego aktu seksualnego jest perwersyjna (polimorficzna perwersyjność dziecka). W dorosłym życiu płciowym satysfakcja związana z poszczególnymi strefami erogennymi będzie służyła przygotowaniu do pełnego aktu płciowego. Zaburzenie pojawia się w momencie gdy sam akt przygotowawczy zajmuje miejsce aktu końcowego, czyli satysfakcja płynąca z danej strefy erogennej jest celem samym w sobie, a nie etapem przygotowawczym do stosunku płciowego. Przyczyny zaburzeń nerwicowych Freud upatrywał w utrwaleniu dziecka na danej fazie rozwoju libido na skutek doświadczania nadmiernej rozkoszy w dzieciństwie. Nerwica ma być właśnie wyrazem tych ex definitione perwersyjnych dążeń, które uległy wyparciu. Pod koniec swojego życia Freud wysłał list do matki homoseksualisty, w którym zrewidował swoje poglądy na temat homoseksualizmu, między innymi wyjaśniając, że nie jest to choroba i nie podlega leczeniu.

### Ontogeneza i filogeneza
W latach 1912–1913 Freud opublikował Totem i Tabu. Kilka zgodności w życiu psychicznym dzikich i neurotyków. Praca ta zasługuje na szczególną uwagę, ponieważ Freud – na podstawie badań Jamesa George’a Frazera nad zjawiskami totemizmu i tabu – podjął w niej próbę zastosowania teorii psychoanalizy na temat okresu dzieciństwa i dojrzewania indywiduum do dzieciństwa i dojrzewania rodzaju ludzkiego jako takiego. Badając dzieje instytucji tabu i totemizmu na podstawie resztek tych zjawisk zachowanych w folklorze, religii, moralności oraz instytucjach społecznych, Freud pokazuje, w jaki sposób religię można by ująć jako nerwicę natręctw, a w człowieku pierwotnym dostrzec prototyp współczesnego neurotyka. Totem i Tabu miało być swego rodzaju ripostą na wywody Carla Gustava Junga opublikowane rok wcześniej w Symbole der Wandlung.

### Pisma metapsychologiczne
W latach 1914–1915 został opublikowany cykl pism teoretycznych: Przypomnienie, powtarzanie, przepracowanie, Próba wprowadzenia pojęcia narcyzmu, Nieświadomość, Wyparcie Popędy i ich losy. W 1917 roku ukazuje się jedno z najbardziej znanych dzieł Freuda Wstęp do psychoanalizy, które zawiera wykłady z lat 1915–1917 dla „lekarzy i laików obojga płci”. Wykłady te uzupełnia opublikowany w 1933 roku, lecz na skutek trudności w mówieniu już nie wygłoszony – Nowy cykl wykładów ze wstępu do psychoanalizy.

### Teoria popędów
Na początku lat dwudziestych XX wieku Freud dokonał nowej interpretacji funkcjonowania aparatu psychicznego. Twórca psychoanalizy, który początkowo zajmował się kwestiami ściśle klinicznymi, zaczął uogólniać swą teorię, zajmując się problematyką popędów podstawowych: popęd libido (erotyczny, Eros) oraz popęd śmierci (destrukcji, Tanatos). Wcześniej Freud negował istnienie popędów podstawowych. Rewizja poglądów na ten temat mogła mieć związek ze współpracą, w latach 1920–1923, z młodym psychiatrą Wilhelmem Reichem. Później Reich przypisywał sobie ogłoszoną przez Freuda teorię popędów podstawowych.

### Teoria narcyzmu
Narcyzm - termin stosowany w psychoanalizie, wprowadzony przez Sigmunda Freuda. Opisuje zjawisko skierowania energii psychicznej (libido) na własne "ja", które staje się obiektem miłości. Freud wyróżnił narcyzm pierwotny - naturalny etap rozwoju psychicznego w dzieciństwie, oraz wtórny - występujący, gdy libido wycofuje się z obiektów zewnętrznych i ponownie inwestuje w ego, na przykład w stanach psychotycznych. Narcyzm jest uznawany za podstawowy mechanizm w budowaniu tożsamości, wybieraniu obiektów pożądania oraz dynamice relacji z tymi obiektami.

### Dwie topiki aparatu psychicznego
W pierwszej topice Freud odróżnił świadomość od znacznie bardziej obszernej i wpływowej nieświadomości, przedstawiając, w jaki sposób ta druga wpływa na tę pierwszą. W drugiej topice, zawartej przede wszystkim w pracy pt. „Ja” i „to” (1923) Freud po raz pierwszy przedstawił teorię „tego” (id), „ja” (ego) i „nad-ja” (superego):
- „to” zajęło tu miejsce, jakie wcześniej przysługiwało nieświadomości; Freud przedstawił je jako popędowy element psyche, jako instancję nie znającą negacji, czasu ani sprzeczności (zob. proces pierwotny); tym samym Freud opisał tę strukturę psychiczną, w której zakorzenione są popędy (na przykład popęd głodu i seksualny), potrzeby i afekty (nienawiść, zawiść, zaufanie, miłość). Popędy, potrzeby i afekty są też wzorami („organami” psychicznymi), za pomocą których postrzegamy w znacznej mierze mimowolnie (nieświadomie), oddając im kierownictwo naszego działania;
- „ja” to instancja znajdująca się na pograniczu „tego” – „ja” za pomocą myślenia krytycznego i norm racjonalnych, wartości i elementów światopoglądu pośredniczy „pomiędzy roszczeniami tego oraz środowiskiem społecznym, zmierzając do celu, jakim jest konstruktywne rozwiązywanie konfliktów psychicznych i społecznych”;
- „nad-ja” to ta struktura psychiczna, w której zakorzenione są normy postępowania zinternalizowane za sprawą środowiska wychowawczego, ideały, role i obrazy świata. „Nad-ja” rządzące się zasadą powinności, posłuszeństwa cenzuruje treść „tego”, zgodnie z normami społecznymi wprowadzonymi przez otoczenie w procesie socjalizacji. Konflikt między „tym” a „nad-ja” stanowi źródło psychopatologii.

W 1920 roku Freud opublikował Poza zasadą przyjemności – w pracy tej rozważał problematykę pozornej sprzeczności istnienia objawów nerwicowych i przymusu powtarzania z dążeniem organizmu do przyjemności.

### Freud a religia
Freudowska krytyka religii powstała już w czasie, gdy pracował nad powołaniem do życia systemu psychoanalizy. Sam Freud określał się mianem ateisty, twierdząc, iż jest „wrogiem religii we wszelkiej postaci”. Tym samym jako krytyk religii wpisał się w tradycję sięgającą Ludwiga Feuerbacha (którego tezy uważał za fundament filozoficzny swej doktryny).
Hipotezy filozoficzne Feuerbacha i społeczne Marksa Freud uzupełnił argumentami psychologicznymi, uznając, iż religia to nerwica natręctw. Freud powołał się tu na perspektywę antropologiczną, ontogenetyczną i etnologiczną:
- argument antropologiczny definiuje religię jako infantylną postawę obrony przed ludzką słabością: człowiek w postaci Boga dokonał personifikacji sił natury i wyniósł je na wyżyny chroniących potęg;
- argument ontogenetyczny powiada, że ambiwalentna postawa dziecka wobec ojca – którego się lęka i którego kocha – w życiu człowieka dojrzałego kontynuowana jest w postawie wiary religijnej; człowiek, mimo że lęka się boga, przenosi nań postulat obrony przed niebezpieczeństwami; Bóg według Freuda jest: wywyższonym ojcem[36] (exalted father), przemienieniem ojca (transfiguration of father), podobizną/postacią ojca (likeness of father), sublimacją ojca (sublimation of father), surogatem (obiektem zastępczym) ojca (surrogate of father), substytutem ojca (substitute of father), kopią/imitacją ojca (copy of father); Bóg tak naprawdę jest ojcem (Bóg jest to nikt inny jak własny ojciec – God really is the father)[37][38];
- argument etnologiczny nawiązuje do postawy dziecka wobec ojca; Freud zaczyna swe rozumowanie od przywołania zjawiska „hordy pierwotnej” (w nawiązaniu do Darwina), której ojciec jako despota absolutny cieszył się u swych synów czcią, choć zarazem nienawidzili go. Powodowani nienawiścią, synowie wspólnie zamordowali ojca, by posiąść jego kobiety (kompleks Edypa), po czym postanowili, że odtąd czyn taki będzie zakazany, że można będzie brać za żony jedynie kobiety należące do innych plemion (egzogamia), i że w celu upamiętnienia owego krwawego czynu odtąd obchodzona będzie na jego pamiątkę uczta totemiczna. W ten sposób świadomość winy, nękająca całą ludzkość (grzech pierworodny), stała się zalążkiem organizacji społecznej, religii oraz ograniczeń moralnych.

W 1927 roku ogłosił Freud – ujętą w tak lubianą formę dialogu z „bezstronnym rozmówcą” – pracę pt. Przyszłość pewnego złudzenia traktującą o religii. Jak sugeruje sam tytuł, religię potraktował jako złudzenie, które pełni trzy funkcje: 1. godzi człowieka z okropnościami natury; 2. jedna go z okrucieństwem losu, 3. rekompensuje mu cierpienia i wyrzeczenia, jakie nakłada nań konieczność życia z innymi w systemie kultury. Tym samym Freud nawiązał do wysuniętej już przez Arthura Schopenhauera koncepcji religii jako paliatywu i tak pisał w finale Przyszłości pewnego złudzenia: „rozpoczynanie naszego przedsięwzięcia od wyrażania życzenia zlikwidowania religii siłą i za jednym zamachem jest z pewnością nonsensem. Przede wszystkim dlatego, że byłoby to beznadziejne. Człowiek wierzący nie da sobie wydrzeć swej wiary – ani argumentami, ani zakazami. Gdyby jednak miało się to udać w wypadku kilku osób, byłoby to okrucieństwo. Człowiek, który przez dziesiątki lat zażywa środek nasenny, rzecz jasna nie może zasnąć, jeśli ktoś mu go odbierze. To, że skutki pociech religijnych można porównać z oddziaływaniem naturalnego narkotyku, zostało pięknie przedstawione w Ameryce, gdzie – najwyraźniej pod wpływem dominacji kobiet – próbuje się teraz zabrać ludziom wszystkie środki pobudzające, oszałamiające i używki, a gwoli rekompensaty karmi się ich aż do przesytu bojaźnią Bożą”.
Wydaje się, że na starość, pod wpływem doświadczenia komunizmu i faszyzmu ten bezpardonowo krytyczny stosunek Freuda do religii nieco jednak zelżał. Gdy w marcu roku 1938 – a zatem już po dojściu Hitlera do władzy, po przyłączeniu Austrii, świadom, do czego w końcu doprowadziły reformy w Rosji, schorowany i zgorzkniały Freud przystępował do pisania III części swego eseju pt. Człowiek imieniem Mojżesz a religia monoteistyczna, nie był już tak bardzo – choć być może jedynie ze względów taktycznych – krytyczny: „Żyjemy w wielce osobliwej epoce. Zdumieni, odkrywamy, że postęp zawarł przymierze z barbarzyństwem. W Rosji Radzieckiej podjęto próbę dźwignięcia ku lepszym formom życia stu milionów uciskanych dotychczas ludzi. Starczyło zuchwałości, by pozbawić ich narkotyku religii, starczyło też mądrości, aby w miarę rozsądnie obdarzyć ich wolnością seksualną, zarazem jednak poddano ich najokropniejszemu przymusowi i pozbawiono wszelkiej swobody myślenia. Z podobną brutalnością wdraża się do porządku i poczucia obowiązku naród włoski. Jeśli więc przynajmniej w przypadku narodu niemieckiego powrót do prehistorycznego prawie barbarzyństwa odbywa się bez równoczesnego nawiązywania do jakiejś postępowej idei, to budzi to w nas uczucie ulgi podobne do tego, jakie towarzyszy pozbyciu się przygniatającej troski. Tak się złożyło, że konserwatywne bądź co bądź demokracje stanęły dziś na straży postępu kulturalnego i, co osobliwe, traf chciał, że akurat instytucja Kościoła katolickiego daje silny odpór rozprzestrzenianiu się owego zagrożenia dla kultury. Kościół – dotychczas bezlitosny przeciwnik swobody myślenia i postępu w poznaniu prawdy! Żyjemy w katolickim kraju pod opieką tego Kościoła, niepewni, jak długo jeszcze możemy na nią liczyć. Dopóki jednak możemy być jej pewni, mamy rzecz jasna skrupuły, gdy chcemy zrobić coś, co siłą rzeczy wzbudziłoby niechęć tej instytucji. Nie chodzi tu o tchórzostwo, lecz o ostrożność; nowy wróg, któremu wzbraniamy się służyć, jest groźniejszy niż dawny, z którym już nauczyliśmy się współżyć”.
W ogóle cały ten esej poświęcony Mojżeszowi zasługuje na uwagę nie tylko ze względu na to, że jest to ostatni duży tekst Freuda poświęcony religii – Freud kończył tę pracę już w przeddzień wojny, w Wiedniu zajętym przez nazistów, ostatnie rozdziały napisał już na wygnaniu w Londynie – wydaje się znamienne, że to właśnie w tym czasie zajął się postacią Mojżesza, twórcy judaizmu, tego, który wywiódł swój naród z niewoli egipskiej i dał mu miejsce w historii, nadał religię i organizację społeczną, a mimo to musiał znosić ze strony tego właśnie narodu akty niewierności i odstępstwa. Mimo więc, że jest to tekst spełniający wszelkie wymogi naukowości – to wręcz subtelna próba rekonstrukcji przeszłości prehistorycznej na podstawie dostępnych wówczas źródeł – z pewnością pobrzmiewają w nim echa sytuacji osobistej autora, zwłaszcza wtedy, gdy pisał: „Głębsze powody nienawiści do Żydów tkwią w dawno minionych czasach, działają z głębin nieświadomości ludów – jestem przygotowany na to, że zrazu nie będą uchodzić za wiarygodne. Ośmielam się twierdzić, że zazdrość wobec narodu, który podawał się za pierworodne, uprzywilejowane dziecię Boga, przez inne narody do dzisiaj jeszcze nie została przezwyciężona, jakby te inne narody dawały wiarę tym roszczeniom... I wreszcie ostatni w tym szeregu powodów: otóż nie należy zapominać, że wszystkie te narody, które dzisiaj celują w antysemityzmie, przyjęły chrześcijaństwo w już późnych czasach historycznych, często zmuszone do tego siłą. Można by rzec, że wszystkie one są źle ochrzczone i pod cienką warstewką chrystianizmu pozostały takie same, jak ich hołdujący barbarzyńskiemu politeizmowi przodkowie. Nie zdołały przezwyciężyć urazy do nowej, narzuconej im religii, przesunęły ją na inne źródło, z którego spłynęło na nie chrześcijaństwo. Przesunięcie to ułatwił im fakt, że Ewangelie opowiadają historię, dziejącą się wśród Żydów i właściwie traktującą tylko o Żydach. Ich nienawiść do Żydów jest w gruncie rzeczy nienawiścią do chrześcijan, toteż nikogo nie może dziwić, że w niemieckiej rewolucji narodowosocjalistycznej ów wewnętrzny związek dwu religii monoteistycznych znajduje tak dobitny wyraz we wrogim traktowaniu ich obu”.

### Freud a literatura
W opublikowanym w 1908 roku na łamach literackiego czasopisma Neue Revue eseju Der Dichter und das Phantasieren (przetłumaczonym na język polski pod tytułem Poeta a fantazjowanie) Freud przedstawił nowe dla ówczesnych metod literaturoznawczych spojrzenie na interpretację tekstów kultury. Freud przeniósł swoją psychoanalityczną metodę rozpatrywania problemu na analizę tekstu literackiego, dlatego nie jest zdumiewające, że w jego wypowiedzi czytelnik spotyka pojęcia będące głównymi motywami dla psychoanalizy (dziecko, gra, fantazjowanie, sny, sny na jawie). Poprzez analogię między tworzeniem tekstów literackich a dziecięcą zabawą stwierdza, że istotą fantazjowania jest świadome zapożyczenie elementów gry z realnego świata, dlatego bodźcem fantazjowania są ludzkie niespełnione życzenia, czy też niezaspokojone popędy. A te pomimo pewnego stopnia deformacji spełniają się w czasie marzeń sennych. Z kolei poeta/pisarz urzeczywistnia swoje niezaspokojone życzenia w literaturze w procesie twórczym. Z drugiej strony żeby wpłynąć na czytelnika autor sprawia, że jego egoistyczne fantazjowanie staje się łagodniejsze i niepoddawane bezpośredniej krytyce dzięki zmianom i zatajaniu głównego przekazu. Pisarz oferuje czysto formalne przeżycie rozkoszy, szczęścia. Nie tyle ukrywa chęć zaspokojenia tych intymnych życzeń i popędów, co sprawia, że są one możliwe do zakomunikowania. Według Freuda „wszelka przyjemność estetyczna, którą stwarza nam pisarz, ma charakter takiego właśnie przedsmaku przyjemności, a właściwa rozkosz przeżywania dzieła literackiego wypływa z wyzwolenia się naszej psychiki z napięć”. Freud twierdzi, że na osiągnięcie takiego stanu ma wpływ fakt, że pisarz dzieli się z widzem własnymi fantazjami bez wstydu i wyrzutów, bowiem literatura potrafi metaforyzować rzeczywistość.

### Refleksja nad kulturą
W nawiązaniu do teorii popędów oraz koncepcji aparatu psychicznego Freud zajął się również – w pracy pt. Kultura jako źródło cierpień (1930) – kwestią kultury, postrzegając ją z jednej strony jako „źródło cierpień” (wynikających z przymusów kulturowych narzucanych indywiduum), z drugiej jako formę wyrazu procesu sublimacji życia popędowego. Freud był zasadniczo pesymistyczny, jeśli chodzi o ocenę dotychczasowych dokonań kultury oraz jej perspektyw na przyszłość: z jednej strony wskazywał na to, że kultura domaga się od indywiduum za dużo, obarczając je coraz większymi obowiązkami (chociażby w dziedzinie moralności i etyki seksualnej), a w rezultacie jego „ideały” w żaden sposób nie odpowiadają jego realnym możliwościom; z drugiej strony – pod wpływem Psychologii tłumu Gustava Le Bona – postrzegał współczesną sobie kulturę jako zjawisko przechodzące proces coraz dalej postępującego umasowienia, w którym jest coraz mniej miejsca dla indywiduum oraz jego uzasadnionych roszczeń. Freud uważał, że owo „źródło cierpień” tkwi w samym człowieku, postrzeganym jako istota targana konfliktem popędu agresji i samozagłady (Tanatos) z jednej oraz koniecznością samozachowania z drugiej strony (Eros). To właśnie – jak pisał, cytując Goethego – owe „niebiańskie potęgi”, walcząc ze sobą, sprawiają, iż człowiek jest istotą już z samej swej natury rozdartą wewnętrznie, obciążoną „świadomością winy”, ta zaś jest zarzewiem nerwicy, której objawem jest represyjny system kultury.

## Krytyka Freuda
Teorie miały duży wpływ na psychologię kliniczną, rozwojową, a nawet na kulturę i sztukę. Podlega ona jednak krytyce, dotyczącej zarówno strony teoretycznej jego prac, jak i samej postaci twórcy psychoanalizy.
W kwestiach teoretycznych Freud sam przyznawał, że często krytykowany jest za poglądy, które dawno porzucił. Krytyka samej postaci Freuda także nie jest zadaniem łatwym. Przez długie lata „Komitet Freuda”, którego przewodniczącym został Ernest Jones, czuwał nad tym, aby nikt nie szkalował imienia Freuda. Wszystkie materiały, które mogłyby postawić go w złym świetle, trzymane były w ukryciu aż do 1985 roku. Z materiałów tych wyłania się Freud, który różni się znacznie od opisów biograficznych i autobiograficznych.
Okazuje się, że efekty terapii psychoanalitycznej prowadzonej przez Freuda często odbiegały od informacji, które przedstawiał w swoich publikacjach. Siergiej Pankiejew, który po czteroletniej analizie został uznany za wyleczonego, musiał podejmować kolejne terapie. Wieloznaczne jest także to, że po skończonej terapii otrzymywał dożywotnią rentę, co krytycy traktują jako zapłatę za zachowanie milczenia na temat nieudanej terapii. Emma Eckstein była bliska śmierci w czasie przeprowadzonej na prośbę Freuda przez Fliessa operacji nosa, podczas której ten ostatni zostawił w jej nosie ponad półmetrową gazę. Osiemnaście przypadków histerii opisywanych w „Etiologii histerii”, wyleczonych całkowicie poprzez przywrócenie pamięci o molestowaniu w dzieciństwie, okazały się mistyfikacją. Jak sam Freud pisze w liście do Fliessa, tych przypadków było tylko trzynaście i żadna z leczonych osób nie uzyskiwała poprawy. Anna O., pacjentka Breuera, o której wraz z Freudem pisał, iż została całkowicie wyleczona, prawdopodobnie od samego początku cierpiała na zapalenie opon mózgowo-rdzeniowych wywołane bakteriami gruźlicy. E. Thornton twierdzi, że Anna O. nigdy nie cierpiała na histerię, a Breuer zastosował leczenie oparte na całkowicie błędnej diagnozie. Twierdzi również, że wielu zwolenników Freuda wiedziało o chorobie Anny O., ale dopiero Jung jako pierwszy ujawnił, że przypisywanie Breuerowi sukcesu terapeutycznego jest pomyłką.
Freud zniekształcił również niektóre opisy swoich przypadków w taki sposób, aby pasowały do jego teorii. Początkowo jego pacjenci uwodzeni byli przez guwernantki, nauczycieli czy rodzeństwo, podczas gdy w późniejszym okresie Freud stwierdza, że pacjenci opowiadali o uwiedzeniu przez ojca. Cały zabieg tylko po to, aby dopasować wypowiedzi do zdefiniowanego kompleksu Edypa.
Sigmund Freud w pracach rewizjonistycznych jawi się również jako osoba, dla której większe znaczenie mają pieniądze niż stan pacjentów. W jednym z listów do Junga opisuje pacjentkę, która leczy się u niego od czterech lat: „nie ma żadnej możliwości, aby odniosła korzyść z terapii, ale nadal jej obowiązkiem jest poświęcać się dla dobra nauki”. W szkicu autobiograficznym Moje życie i psychoanaliza stwierdza, że zajął się hipnozą i tzw. metodą Breuera pomagania mową, gdyż opieranie swojej praktyki na „przepisywaniu wizyt w zakładzie hydropatycznym po jednorazowej konsultacji (...)”, nie rokowało sukcesów terapeutycznych i było „niewystarczającym źródłem dochodów”.
Freud był również przedstawiany jako konkwistador odkrywający nowe obszary ludzkiej psychiki. Wielokrotnie podkreślał, że jego teorie są nowatorskie i przez nikogo wcześniej nie były opisywane, a nawet jeśli były, to:
„swą oryginalność zawdzięcza kiepskiemu oczytaniu. To kiepskie oczytanie (niem. Unbelesenheit) pod pewnymi względami uwydatniało tylko jego nowatorstwo”.
Ronald Lehrer udokumentował to, iż Freud przeczytał przynajmniej pięć pierwszych książek Nietzschego. Oznacza to, iż czytał o: oddziaływaniu nieświadomości na psychikę, wpływie przeszłości na obecny stan psychiczny, wyparciu, sublimacji popędu płciowego, przesunięciu, kondensacji, determinizmie życia psychicznego, instynkcie seksualnym i samozachowawczym, popędzie śmierci, koncepcji id, ego i superego, kompleksie Edypa, interpretacji marzeń sennych czy też oporze przed wglądem. Nietzsche to nie jedyna osoba, której teorie poprzedzały Freuda. Idee rozwijane przez Freuda znajdujemy także w pracach Arthura Schopenhauera, Pierre’a Janeta, Jean Martin Charcota czy też Francisa Galtona.
Angielski psychiatra Anthony Storr sugerował, że Freud posiadał pewne cechy charakterystyczne dla charyzmatycznego guru – uogólniał własne przeżycia i doświadczenia, żywił głębokie przekonanie o słuszności swoich teorii i głoszonych przez siebie tez, cechował go dogmatyzm i brak odporności na krytykę, miał problemy ze zbudowaniem partnerskich relacji międzyludzkich, nie wzbraniał się przed postrzeganiem go jako kogoś, „kto wie i naucza, w jaki sposób należy przeżyć życie”.
Krytyka Freuda stosunkowo często bywa nie przyjmowana do wiadomości przez zwolenników jego teorii. Prace krytykujące teorie Freuda są oskarżane o powierzchowną znajomość jego publikacji.
Po dojściu Hitlera do władzy w Niemczech wśród około 20 000 spalonych książek znalazły się dzieła Sigmunda Freuda.

## Freud a Nagroda Nobla
Sigmund Freud był kilkanaście razy zgłaszany do Nagrody Nobla, przede wszystkim w dziedzinie medycyny, ale również raz w dziedzinie literatury. Do literackiej Nagrody Nobla zaproponował go w 1936 roku jej laureat, Romain Rolland, po tym, jak Freud przysłał mu rozprawę pt. Eine Erinnerungsstörung auf der Akropolis (Zaburzenie pamięci na Akropolu), w której interpretował doświadczenia związane z podróżą. Romain Rolland uzasadnił swoją nominację tym, że ogólny wkład naukowy Freuda umożliwił nie tylko postępy w medycynie, ale wskazał także nowe możliwości analizy życia emocjonalnego oraz intelektualnego i dlatego miał głęboki wpływ na literaturę. Nominacja ta wywołała burzliwą dyskusję w Akademii Szwedzkiej, a jej wynikiem było negatywne orzeczenie, powstałe w 1936 i opublikowane w 2001 roku. Eksperci literatury w Akademii wyróżnili, co prawda, wkład Freuda w rozwój medycyny, ten jednak powinien być oceniany przez ekspertów z tej dziedziny. Natomiast ani jego „ograniczony talent literacki ani niewątpliwy wpływ na autorów literatury nie wystarczają”, aby przyznać mu literacką Nagrodę Nobla. Ich opinia kończy się oświadczeniem: „Kto zdeprawował do tego stopnia nawet najmniejszych z małych [twórców literackich – przyp. red.], nie powinien być wyróżnionym wieńcem laurowym poetów, nawet gdyby stworzył, jako naukowiec, cokolwiek piórem poety”.
Również nominacje w dziedzinie medycyny nie zakończyły się przyznaniem nagrody. Nominowano go w sumie 12 razy, pierwszy raz w 1915 roku, corocznie w latach 1917–1920 i później siedem razy w latach 1927–1938. Jego nominacje kończyły się jedynie na wstępnych ekspertyzach jego badań przeprowadzanych na zlecenie Akademii. Ekspertyzy kończyły się druzgocącą oceną, zarzucając pracy Freuda brak dowodów na ich naukową wartość. W pierwszej z roku 1929 Henry Marcus, profesor Instytutu Karolinska, wywnioskował, że „psychoanalityczna szkoła Freuda w tej postaci opiera się w większości na hipotezach, wyznawanych fanatycznie i prawie religijnie przez zwolenników”. W drugiej wstępnej ekspertyzie z roku 1933 profesor Victor Wigert stwierdził również, że dalsza, dokładna ekspertyza pracy Freuda dla komisji decydującej o przyznaniu nagrody nie jest potrzebna, gdyż wyniki badań psychoanalityka, chociaż ogólnie znane, są wciąż empirycznie niesprawdzone, a to jest zasadą przyznawania Nagrody Nobla – nagradzane odkrycia muszą opierać się na naukowych dowodach.
Sam Sigmund Freud miał sceptyczne podejście do nagrody i pisał, że w związku z nią interesuje go tylko wsparcie finansowe i możliwość dokuczenia niektórym ze swoich rodaków. W miarę upływu lat doszedł do wniosku, że Nagroda Nobla i tak nie pasuje do jego stylu życia, a na rok przed śmiercią oświadczył, że gdyby ją miał przez przypadek otrzymać, odmówiłby jej przyjęcia.

## Dzieła
Najważniejsze prace (chronologicznie):
- Die Traumdeutung, 1900 (Objaśnianie marzeń sennych)
- Zur Psychopathologie des Alltagslebens, 1901 (Psychopatologia życia codziennego)
- Drei Abhandlungen zur Sexualtheorie, 1905 (Trzy rozprawy z teorii seksualnej)
- Der Witz und seine Beziehung zum Unbewuβten, 1905 (Dowcip i jego stosunek do nieświadomości)
- Über Psychoanalyse, 1910 (O psychoanalizie; pięć odczytów wygłoszonych na uroczystość jubileuszu założenia Clark University)
- Totem und Tabu, 1913 (Totem i Tabu)
- Vorlesungen zur Einführung in die Psychoanalyse, 1917 (Wstęp do psychoanalizy)
- Das Ich und das Es, 1923 (Ego i id)
- Neue Folge der Vorlesungen zur Einführung in die Psychoanalyse, 1933 (Wykłady ze wstępu do psychoanalizy. Nowy cykl)
- Abriss einer Psychoanalyse, 1939 (Zarys psychoanalizy; dzieło niedokończone)
- Das Unbehagen in der Kultur (Dyskomfort w kulturze)
- Der Mann Moses und die monotheistische Religion (Człowiek imieniem Mojżesz a religia monoteistyczna).

## Znani pacjenci Freuda
- Bertha Pappenheim (Anna O.)
- Emma Eckstein
- Anna von Lieben (Cäcilie M.)
- Ida Bauer (Dora)
- Fanny Moser (Emmy von N.)
- Elizabeth von R.
- Alicja Battenberg
- Aurelia Kronich (Katharina)
- Lucy R.
- Herbert Graf (mały Hans)
- Ernst Lanzer (człowiek od szczurów)
- Siergiej Pankiejew (człowiek od wilków)
- Gustav Mahler
- Arnold Schönberg
- Daniel Paul Schreber – opracowanie teoretyczne[58]